# د ایبرویل (میسیسیپی)
د'ایبرویل (به انگلیسی: D'Iberville) شهری در ایالت میسیسیپی کشور ایالات متحده آمریکا است که جمعیت آن در سرشماری سال ۲۰۱۰ میلادی، ۹٬۴۸۶
نفر بوده‌است.